# Торгун
Торгу́н (Торгунь) — река в России, протекает в Старополтавском, Палласовском и Николаевском районах Волгоградской области, в верхнем течении по реке проходит граница России c Жанибекским районом Западно-Казахстанской области Казахстана. После наполнения Волгоградского водохранилища впадает в Ерусланский залив последнего на высоте 15 м над уровнем моря. Длина реки составляет 145 км, площадь водосборного бассейна — 3550 км². На реке расположен город Палласовка.

## География
Торгун начинается на границе Волгоградской области России и Западно-Казахстанской области Казахстана в нескольких километрах от границы с Саратовской областью. Бассейн реки собирает весь сток северо-востока Волгоградской области. Течёт на юго-запад по границе России и Казахстана. На казахстанской стороне посёлок Комсомол, на российской хутор Торгун. Затем отходит от границы и течёт по Волгоградской области. Справа принимает приток Водянка. Ниже река течёт по степи, и на ней расположена большая часть населённых пунктов Палласовского района, крупнейшие из которых Савинка, Новостройка, Палласовка и Красный Октябрь. Перед Палласовкой на юг от реки ответвляется восточная ветвь Палласовского канала. За Савинкой река поворачивает на запад, за Красным Октябрём — на северо-запад. За посёлком Торгунский река слева принимает основную ветвь Палласовского канала и впадает в Ерусланский залив Волгоградского водохранилища.

## Притоки
- 0,7 км: Солянка;
- 55 км: Старая Балка;
- 77 км: Бульбин;
- 118 км: Водянка[4].

## Данные водного реестра
По данным государственного водного реестра России относится к Нижневолжскому бассейновому округу, водохозяйственный участок реки — Торгун от истока до устья. Речной бассейн реки — Волга от верхнего Куйбышевского водохранилища до впадения в Каспий.
Код объекта в государственном водном реестре — 11010002112112100011259.